# Nursilia sinica
Nursilia sinica is een krabbensoort uit de familie van de Leucosiidae. De wetenschappelijke naam van de soort is voor het eerst geldig gepubliceerd in 1982 door Chen.